# Чинчиков, Александр Александрович
Алекса́ндр Алекса́ндрович Чинчиков (р. 30 мая 1958, Ивантеевка, Ивантеевский район, Саратовская область, РСФСР, СССР) — российский учёный-юрист, доктор юридических наук, профессор. Профессор кафедры права Чебоксарского института (филиала) Московского государственного открытого университета. Заведующий кафедрой экономики и права, кафедрой теории и истории государства и права (с 1 февраля 2008) юридического факультета, заведующий кафедрой юридических дисциплин, кафедры экономики и права Батыревского филиала Чувашского государственного университета им. И. Н. Ульянова.
Сферу его научных интересов составляют проблемы теории государства. А. А. Чинчиковым подготовлено и опубликовано около 100 научных работ по проблемам теории государства и права, конституционного права, риторики, истории отечественного государства и права, прав человека.

## Биография
В 1979 году окончил Саратовский юридический институт, в 1984 — аспирантуру юридического факультета МГУ им. М. В. Ломоносова. И там же в 1985 году под научным руководством профессора В. Д. Попкова защитил кандидатскую диссертацию «Право и интересы в условиях социалистического общества». Через десять лет в 1995 году в Академии МВД России защитил докторскую диссертацию. В своей диссертации «Целостность государства: вопросы теории» обосновал причинно-следственные связи обеспечения единого (целостного) государства и последствия его развала (разрушения). 
С 1996 года живет и работает в столице Чувашской Республике г. Чебоксары, где являлся экспертом Государственного совета Чувашской Республики, принимал самое активное участие в подготовке Конституции ЧР. Занимал должности первого заместителя начальника Чебоксарского филиала юридического института МВД РФ, был одновременно ( 1996 год) первым заведующим кафедрой уголовно-правовых дисциплин Чебоксарского кооперативного института Российского университета кооперации , заведующим кафедрой теории и истории государства и права юридического факультета ЧГУ имени И. Н. Ульянова, где преподаёт дисциплины «Теория государства и права», «Проблемы теории государства и права», «Судебно-ораторское искусство» и др.. По приглашению заместителя Председателя Государственной Думы РФ принимал участие в научной конференции, посвященной 100-летию создания высшего представительного органа страны.
Согласно Распоряжениям Президента Чувашской Республики от 12 ноября 2002 № 134-рп  от 18 ноября 2004 № 155-рп (до 1 января 2009 года) состоял в запасном списке кандидатов в присяжные заседатели Чувашской Республики от Ленинского района города Чебоксары. 16 октября 2009 года на базе юридического факультета Чувашского госуниверситета имени И. Н. Ульянова на заседании научно-практической конференции «Юридическое образование в России: опыт и перспективы» отметил, что реформирование системы высшего образования требует от преподавателя выйти из роли «простого интерпретатора дисциплинарных знаний и действующего законодательства». «Современный преподаватель-юрист — это человек, способный строить учебный процесс на истинно гражданских, правовых, гуманистических началах; умело использующий междисциплинарные связи в правоведении и обществоведении, владеющий юридической риторикой, психологией и т. д.». 

## Признание
Является номинантом ряда энциклопедий: 
- "Лучшие люди России: Энциклопедия: В 2 ч. 2004;
- Видные ученые-юристы России (Вторая половина XX века).
- Энциклопедический словарь биографий / Под ред. докт. юрид. наук В. М. Сырых. — М.: РАП, 2006;
- Библиографическая энциклопедия успешных людей России. 6 издание. 2012.

## Основные работы
- Чинчиков А. А., Желанова С. А. Теория и история государства и права.– М., 1995.
- Общая теория права и государства. // Малыгин А. Я., Гранат Н. Л., Чинчиков А. А., Радько Т. Н., Перераб, Темнов Е. И., Корнев А. В., Афанасьев В. С., Лазарев В. В., Лазарева В. В., Мулукаев Р. С., Герасимов А. П., Гойман В. И.; под ред. В. В. Лазарева. М: Юристъ, Издательская Группа, 2005. ISBN 5-7975-0739-0
- Афанасьев В. С., Герасимов А. П., Гойман В. И., Гранат Н. Л., Корнев А. В., Лазарев В. В., Малыгин А. Я., Мулукаев Р. С., Радько Т. Н., Темнов Е. И., Чинчиков А. А. Общая теория права и государства: учебник. — 3-е изд., перераб. и доп. — М.: Юристъ, 2000, 520 с
- Чинчиков А. А. Целостность государства: вопросы теории. — М.: 1995
- Чинчиков А. А. Теория государства и права. Конспективный курс лекций. — М.: 1997
- Чинчиков А. А. Теория государства и права. Конспективный курс лекций. — Чебоксары: 2002
- Чинчиков А. А. Основы политологии. Учебное пособие. — Чебоксары: 2001
- Чинчиков А. А. Парламентское право Чувашской Республики. Учебное пособие. — Чебоксары: 2002
- Чинчиков А. А. Юридическая политология. Учебное пособие. — Чебоксары: 2003
- Чинчиков А. А. К вопросу о периодизации историографии социалистического преобразования сельского хозяйства.
- Общая теория права и государства: учебник для студентов вузов, обучающихся по направлению и специальности «Юриспруденция». — М.: Юристъ, 2005. — 575 с. (в составе коллектива авторов)
- Чинчиков А. А. Теория государства и права: конспективный курс лекций для студентов высших юридических учебных заведений / А. А. Чинчиков, Г. Б. Чинчикова. –  Чебоксары: Салика, 2005. — 183 с. — ISBN 5-89228-028-4.
- Чинчиков А. А., Желанова С. А. Теория и история государства и права. (Дискретный конспект). — М., 1994.
- Чинчиков А. М., Чинчиков А. А., Теслин В. С. Социология права. — М., 1993.
- Колесников Е. В., Комкова, Г. Н., Мордовец А. С, Магомедов А. А., Силантьева Л. В., Чинчиков А. А. Права человека и деятельность органов внутренних дел. — Саратов, 1994. — 134 с. :[Рецензия[7]] /Е. В. Колесников, Г. Н. Комкова. // Правоведение. — 1995. — № 2. — С. 134—136
- Мордовец А. С., Магометов А. А., Силантьева Л. В., Чинчиков А.А. Права человека и деятельность органов внутренних дел. Саратов, 1994 год.
- Чинчиков А. А., Корсаков В. Н., Теория государства и права: конспективный курс лекций. Москва-Чебоксары, 2002, 96 с.
- Чинчиков А. А., Песин С. В., Плешков А. П. Юридическая политология: Учебное пособие. Издательство «Солина» - 2002, 143с.
- Чинчиков А. А., Богомолов А. В., Регин Ю. К. Рабочая тетрадь студента по курсу «Теория государства и права»Москва-Чебоксары, 2004, 125с.
- Чинчиков А. М., Чинчиков А. А. Социология организованной преступности // Право и жизнь. Независимый научно-популярный журнал. - М.: Манускрипт, 1994, № 6. - С. 255-278
- Чинчиков А. А., Чинчиков А. М. Некоторые аспекты социологии организованной преступности // Актуальные проблемы теории и практики борьбы с организованной преступностью в России. Материалы научно-практической конференции (17 - 18 мая 1994 г.). - М.: НИиРИО Моск. ин-та МВД России, 1994, Вып. 3. - С. 184-188
- Чинчиков А. А., Чинчиков А. М. Социология организованной преступности. // Законность и правопорядок. — 1994. № 6.
- Чинчиков А. А., Чинчиков А. М. Социология организованной преступности // Право и жизнь. — № 6. - М.: Манускрипт, 1994.
- Желанова С. А., Чинчиков А. А. Коррупция: историографический анализ проблемы // Вестник Саратовской государственной академии права. — 1995. — № 4.